# Lipolagus ochotensis
Lipolagus ochotensis är en fiskart som först beskrevs av Schmidt, 1938.  Lipolagus ochotensis ingår i släktet Lipolagus och familjen Bathylagidae. Inga underarter finns listade i Catalogue of Life.